# Lukšův mlýn
Lukšův mlýn je bývalý vodní mlýn v obci Peřimov v okrese Semily. Je zapsán jako kulturní památka. Leží na potoku Olšina.

## Historie
Původní dřevěný mlýn (zvaný Studničkův) je zaznamenán již na stabilním katastru z první poloviny 19. století. Koncem 19. století je již uváděn jako ruina. Následně byl vystavěn nový, zděný mlýn. Roku 1902 je doložen jako majitel Bohumil Lukeš. Později mlýn přebírá jeho syn Josef Lukeš.
Během druhé světové války se ve mlýně ukrývali parašutisté ze skupiny CHAN. I po válce zůstal v majetku rodiny Lukešových.

## Popis
Patrový obdélný dům je trojdílné dispozice se střední průchozí síní. Budova je postavena ve stylu pozdního klasicismu. Mlýnské zařízení vyrobila firma Julius Hübner a Karl Opitz z Pardubic.